# King (album T.I.)
King to czwarty solowy album rapera z Atlanty T.I., wydany 28 marca 2006 roku przez wytwórnie Atlantic/Grand Hustle. Pierwszym singlem z płyty był utwór "Ride With Me".
Na płycie usłyszymy takie osoby jak Young Buck, Pharrell, George Suchy, Common, B.G., UGK, Jamie Foxx, Young Jeezy, P$C, Governor i Young Dro.
Produkcją płyty zajęli się Just Blaze, Mannie Fresh, Swizz Beatz, Grand Hustle Team, Travis Barker, Pharrell, Nick Fury i DJ Toomp.
Płyta zadebiutowała na pierwszym miejscu Billboard 200 sprzedano ponad 523.407 egzemplarzy w pierwszym tygodniu. Płyta osiągnęła status platyny już w pierwszym miesiącu. Była to jedna z niewielu rap albumów, która osiągnęła status platyny w 2006 roku. Łącznie album King sprzedał się w ponad 2 milionach egzemplarzy w Stanach Zjednoczonych.
Album został nominowany do nagrody "Best Rap Album" Grammy Awards 2007.

## Lista utworów
1. "King Back"
2. "Front Back" (feat. UGK)
3. "What You Know"
4. "I'm Talkin' to You/(Skit)"
5. "Live in the Sky" (feat. Jamie Foxx)
6. "Ride Wit Me"
7. "The Breakup (Skit)"
8. "Why You Wanna"
9. "Get It"
10. "Top Back"
11. "I'm Straight/Pimp C (Skit)" (feat. B.G. & Young Jeezy)
12. "Undertaker" (feat. Young Buck & Young Dro)
13. "Stand Up Guy"
14. "You Know Who"
15. "Goodlife/Phone Call (Skit)" (feat. Pharrell & Common)
16. "Hello" (feat. Governor)
17. "Told You So"
18. "Bankhead" (feat. P$C & Young Dro)

## DVD (Edycja limitowana)
DVD zawiera :
- Koncert z Houston
- Teledysk "Front Back" (feat. UGK)
- Specjalny pokaz slajdów z utworu "Drive Slow" Remix (Kanye West feat. Paul Wall, GLC, & T.I.).

## Single
- "Ride With Me (promo)"
- "Front Back (promo)"
- "What You Know"
- "Why You Wanna"
- "Live in the Sky"
- "Top Back"

## Teledyski
- "Front Back" (feat. UGK)
- "What You Know"
- "Why You Wanna"
- "Live in The Sky" (feat. Jamie Foxx)
- "Top Back Remix" (feat. Young Jeezy, Big Kuntry, Young Dro i B.G.)